# Brand (Obergröningen)
Brand ist ein Einzelhof der Gemeinde Obergröningen im Ostalbkreis in Baden-Württemberg.

## Beschreibung
Der Ort liegt etwa eineinhalb Kilometer nördlich von Obergröningen in rund 200 Metern Entfernung vom linken Ufer des Kochers am untersten Hangfuß der Frickenhofer Höhe. Er schließt fast an den Weiler Algishofen im Westen an. Unweit östlich befindet sich der Burgstall Eulenburg.
Naturräumlich gehört der Hof zum Sulzbacher Kochertal, einem Unterraum der Schwäbisch-Fränkischen Waldberge. Er steht auf einem nur schmalen Streifen von Kieselsandstein (Hassberge-Formation) im Untergrund, nur einen Steinwurf entfernt beginnt die breite holozäne Auensandzone linksseits des Flusses.

## Geschichte
Der Hof ist bereits auf der Urflurkarte von 1830 eingezeichnet, ist dort jedoch nicht benannt.